# Matra-Simca Rancho
Matra-Simca Rancho — автомобіль, випущений автомобільним відділенням аерокосмічної фірми Matra, вперше був показаний публіці в 1977 році. У 1981 році з'явилася версія з відкритим верхом. Всього виготовили 56 457 автомобілів.
Автомобіль був спроектований на базі моделі Simca 1100, що випускалася з 1967 року.

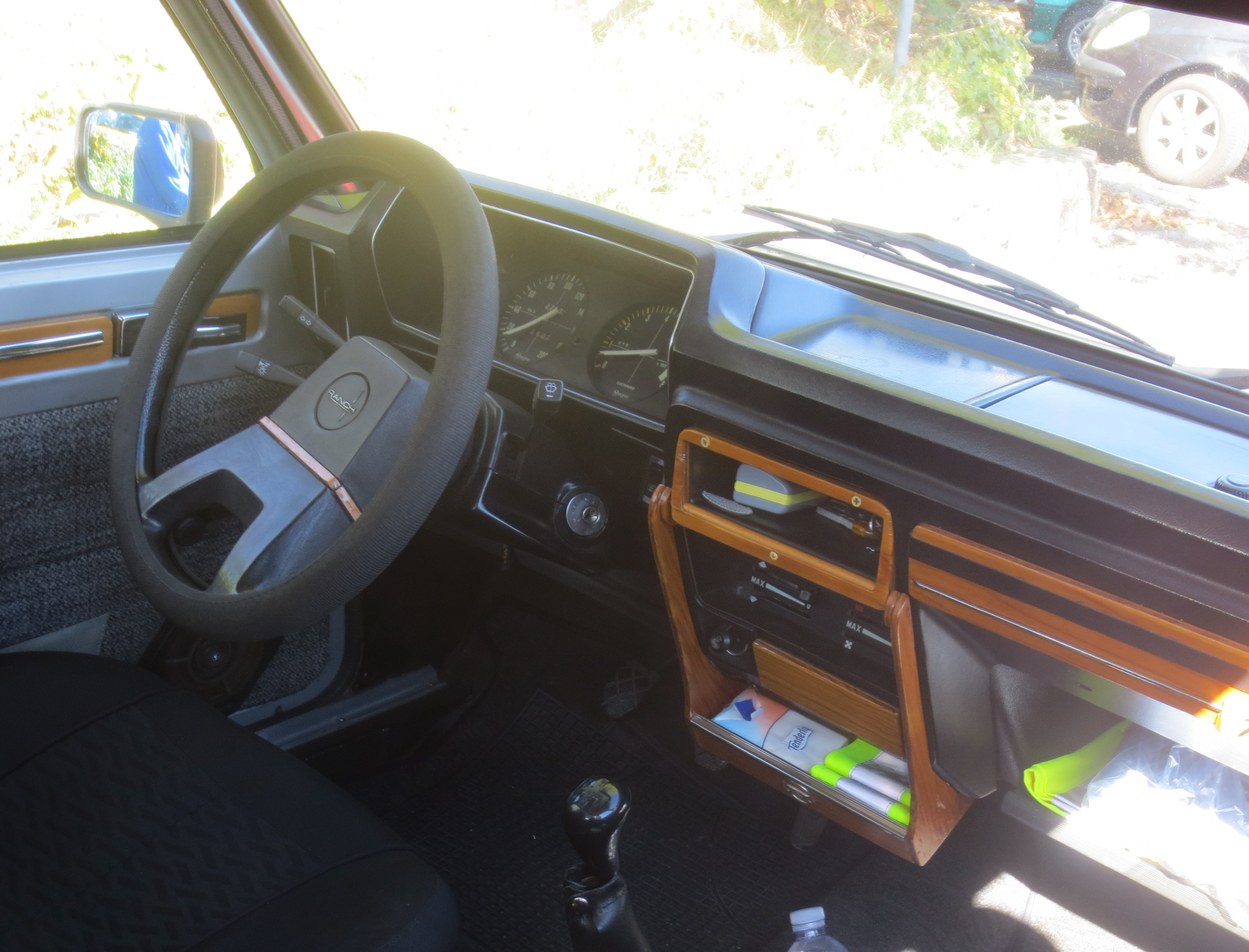

Цей передньопривідний туристичний автомобіль мав трьохдверний п'ятимісний склопластиковий кузов типу універсал. Обсяг кузова 1005 дм³, зі складеним заднім сидінням - 2200 дм³.
За час свого випуску Talbot Matra Rancho був представлений в декількох модифікаціях. Крім базової моделі Rancho С, завод Matra виробляв версію Raid Grand, відрізнялася такими позашляховими опціями, як блокування диференціала, лебідка, змонтована на передньому бампері, і запасне колесо, закріплене на даху. Топову модифікацію з легкосплавними дисками, кузовом в кольорі металік і покращуваною оббивкою салону пропонували під маркою Rancho Х. А комерційна версія, без задніх сидінь (що звільняло покупку від французького податку) продавалася як Talbot Matra Rancho AS.
Чотирициліндровий рядний двигун розташовується поперечно і нахилений під кутом 41°; його потужність 59 кВт (80 к.с.), при 5600 об/хв. Діаметр циліндра 76,7 мм, хід поршня 78 мм, робочий об'єм тисячі чотиреста сорок два см³. Маса в спорядженому стані 1130 кг. Швидкість 145 км/год.

## Двигун
- 1.4 L Type 315 ohv I4